# Fabrizio Ravanelli
Fabrizio Ravanelli (Perugia, 11 december 1968) is een Italiaans voormalig profvoetballer en voetbaltrainer. Ravanelli speelde tussen 1993 en 1996 tweeëntwintig interlands voor het Italiaans voetbalelftal, waarin hij acht keer scoorde. Hij speelde op het Europees kampioenschap van 1996. Hij was onderdeel van de Italiaanse selectie van het wereldkampioenschap voetbal in 1998, maar werd enkele dagen voor het begin van het toernooi ziek.
De Witte Veer, zoals hij genoemd werd door zijn opvallend witte haren, was een van de meest succesvolle spitsen in de late jaren negentig. Met Juventus won Ravanelli een Serie A-titel, de Coppa Italia, de Supercoppa Italiana, de UEFA Champions League (1995/96) en de UEFA Cup (1992/93).

## Clubstatistieken
| Seizoenen | Club                | Land      | Wedstrijden | Doelpunten |
| --------- | ------------------- | --------- | ----------- | ---------- |
| 1986–1989 | Perugia Calcio      | Italië    | 90          | 41         |
| 1989      | US Avellino         | Italië    | 7           | 0          |
| 1989–1990 | Casertana           | Italië    | 27          | 12         |
| 1990–1992 | AC Reggiana         | Italië    | 66          | 24         |
| 1992–1996 | Juventus            | Italië    | 111         | 41         |
| 1996–1997 | Middlesbrough       | Engeland  | 35          | 17         |
| 1998–2000 | Olympique Marseille | Frankrijk | 64          | 28         |
| 2000–2001 | SS Lazio            | Italië    | 27          | 4          |
| 2001–2003 | Derby County        | Engeland  | 50          | 14         |
| 2003      | Dundee              | Schotland | 5           | 0          |
| 2004–2005 | Perugia             | Italië    | 39          | 9          |
| Totaal    | Totaal              | Totaal    | 467         | 167        |

## Trainerscarrière
Na zijn actieve loopbaan ging Ravanelli aan de slag als trainer, eerst bij de jeugdafdeling van Juventus, vanaf 2013 als hoofdtrainer AC Ajaccio. Daar werd hij op 2 november 2013 ontslagen na de thuisnederlaag tegen Valenciennes (1–3). In de twaalf wedstrijden onder zijn leiding behaalde de club slechts een overwinning. Mede daardoor stond Ajaccio op dat moment een na laatste in de competitie. Hij werd opgevolgd door Christian Bracconi. Van juni tot en met september 2018 trainde hij Arsenal Kiev.

## Erelijst
Juventus
- Serie A: 1994/95
- Coppa Italia: 1994/95
- Supercoppa Italiana: 1995
- UEFA Champions League: 1995/96
- UEFA Cup: 1992/93

 SS Lazio
- Serie A: 1999/00
- Coppa Italia: 1999/00
- Supercoppa Italiana: 2000

Individueel
- Topscorer Coppa Italia: 1994/95 (6 doelpunten)
- Topscorer Serie C2: 1987/88 (23 doelpunten)